# Чатлы, Абдулла
Абдулла Чатлы (тур. Abdullah Çatlı; 1 июня 1956, Невшехир — 3 ноября 1996, Сусурлук) — турецкий активист, националистический политик. Член движения Серые волки, оперативник турецкого подразделения международной сети Гладио. Секретный агент турецкой разведслужбы. Организатор и участник серии операций против коммунистов, левых оппозиционеров, курдов.

## «Контргерилья серых волков»: антикоммунистический национализм
Родился в многодетной семье. В 1977 поступил в Анкарский университет. Быстро сошёлся со студенческим «идеалистическим очагом» — ячейкой ультраправого движения Серые волки. Придерживался крайнего национализма и антикоммунизма. Стал оперативным боевиком структуры «Контргерилья» — турецкого подразделения международной антикоммунистической системы Гладио.
С мая 1978 Абдулла Чатлы являлся руководящим активистом молодёжной неофашистской ячейки. Он участвовал в ряде силовых акций, в том числе, как предполагается, в Бахчелиэвлерской резне — убийстве семи студентов, членов прокоммунистической Рабочей партии, совершённом 9 октября 1978. Считается, что в 1979 Абдулла Чатлы был одним из организаторов побега из стамбульской военной тюрьмы Мехмета Али Агджи, приговорённого к смертной казни за убийство Абди Ипекчи, редактора левой газеты Milliyet. Связь Чатлы с Агджой давала повод для подозрений в причастности первого к покушению на Папу Римского Иоанна Павла II, но эта версия осталась на уровне предположений разной степени обоснованности.
Считается, что с конца 1970-х годов Абдулла Чатлы являлся секретным агентом турецкой разведывательной спецслужбы (MIT). Буквальных признаний или документальных публикаций на этот счёт не оглашалось, но совпадение ряда обстоятельств делают такой вывод очевидным. Прежде всего это относится к его деятельности в «Контргерилье» — как антикоммунистической структуре 1970-х годов, так и антикурдской 1990-х годов.

## В эмиграции
После переворота 12 сентября 1980 движение «Серых волков» подверглось преследованиям, но менее жёстким, нежели коммунисты и леворадикалы. Военные власти подавляли всякую оппозицию, но доказавших лояльность ультраправых готовы были использовать в своих целях.
Однако Чатлы вынужден был эмигрировать. Через Австрию он перебрался в Западную Европу. Участвовал в деятельности «Гладио». В сентябре 1982 встречался в Майами со Стефано Делле Кьяйе. Абдулла Чатлы, находясь во Франции, планировал акты против армянской террористической организации АСАЛА. Он организовал также взрыв памятника жертвам геноцида армян в пригороде Парижа 3 мая 1984

## Снова в Турции. Борьба против курдского движения
Чатлы вернулся в Турцию, где разыскивался по обвинению в убийствах. Однако, как предполагается, он восстановил прежние связи с полицией и спецслужбами. Чатлы был задействован турецкими властями в борьбе против курдского повстанческого движения.
При правительстве Тансу Чиллер была проведена серия похищений и ликвидаций курдских боевиков. В ряде случаев к этому имел отношение Абдулла Чатлы, задействовавший сохранённые структуры «Контргерильи». По некоторым данным, группа Чатлы применялась также для внеправовой ликвидации иранских разведчиков и контрабандистов. Кроме того, Чатлы подозревался в причастности к заказному убийству криминального предпринимателя Омера Топала в июле 1996.

## Гибель и резонанс
3 ноября 1996 потерпел катастрофу — случайно врезался в трактор — автомобиль, в котором находились Абдулла Чатлы, его подруга Гонджа Ус («королева красоты» и «хит-женщина турецкой мафии»), заместитель начальника полиции Стамбула Хусейн Коджада и депутат парламента от Партии верного пути (состоявшей в правительственной коалиции) Седат Буджак, руководитель протурецкой курдской милиции. Выжить удалось только Буджаку.
Автокатастрофа привела к политическому скандалу — стали очевидны тесные связи Чатлы, формально находившегося в розыске за убийства, с государственным аппаратом и одной из правящих партий. В ходе расследования по делу Эргенекона высказывалась версия о том, что автокатастрофа являлась преднамеренным убийством, но доказательных подтверждений тому не прозвучало.
В церемонии похорон, состоявшихся в родном городе Чатлы, участвовали около 45 тысячи человек, в том числе многие активисты «Серых волков».

## Память и оценки
Фигура Абдуллы Чатлы неоднозначно воспринимается в современной Турции. Левая общественность считает его мафиози. Такие оценки содержатся в работе журналистов Сонера Ялчина и Догана Юрдукула Reis: Gladio’nun Türk Tetikçisi («Шеф: киллер из турецкого Гладио»).
В то же время многие соотечественники Чатлы считают его борцом за национальные интересы Турции и разделяют точку зрения лидера праворадикальных националистов Алпарслана Тюркеша:

Чатлы сотрудничал с секретной службой, работая на благо государства.

Самым положительным образом о «великом патриоте» Чатлы отзывалась Тансу Чиллер.
Биографию Абдуллы Чатлы Babam Çatlı («Папа Чатлы») написала его дочь Гёкчен:

Мой отец имел собственное понимание справедливости. И пытался добиться этой справедливости, вместе со своей группой, во имя своей нации.

Образ Абдуллы Чатлы зачастую романтизируется. В правых националистических кругах его жизненный путь подаётся как эталон патриотизма. О нём написан ряд книг, сняты фильмы, сложены песни. Расхожей стала ассоциация Чатлы с Полатом Алемдаром, героем киносериала Долина Волков.
В 2008 году Айхан Чаркын  (бывший турецкий спецназовец) во время прямого эфира, ведущим которого был Угур Дюндар, заявил о том, что в свою очередь в 1990-е годы один из политиков Турции дал приказ Абдулла Чатлы, чтобы тот убил самого Угура Дюндара (который в то время пользовался широкой популярностью). Но Чатлы отказался это сделать.

## Семья
Абдулла Чатлы с 18-летнего возраста был женат на соседской девушке Мерал. Имел двух дочерей — Гёкчен (получила политологическое образование во Франции) и Селджен.